# Amblève (commune)
Pour les articles homonymes, voir Amblève et Amel.

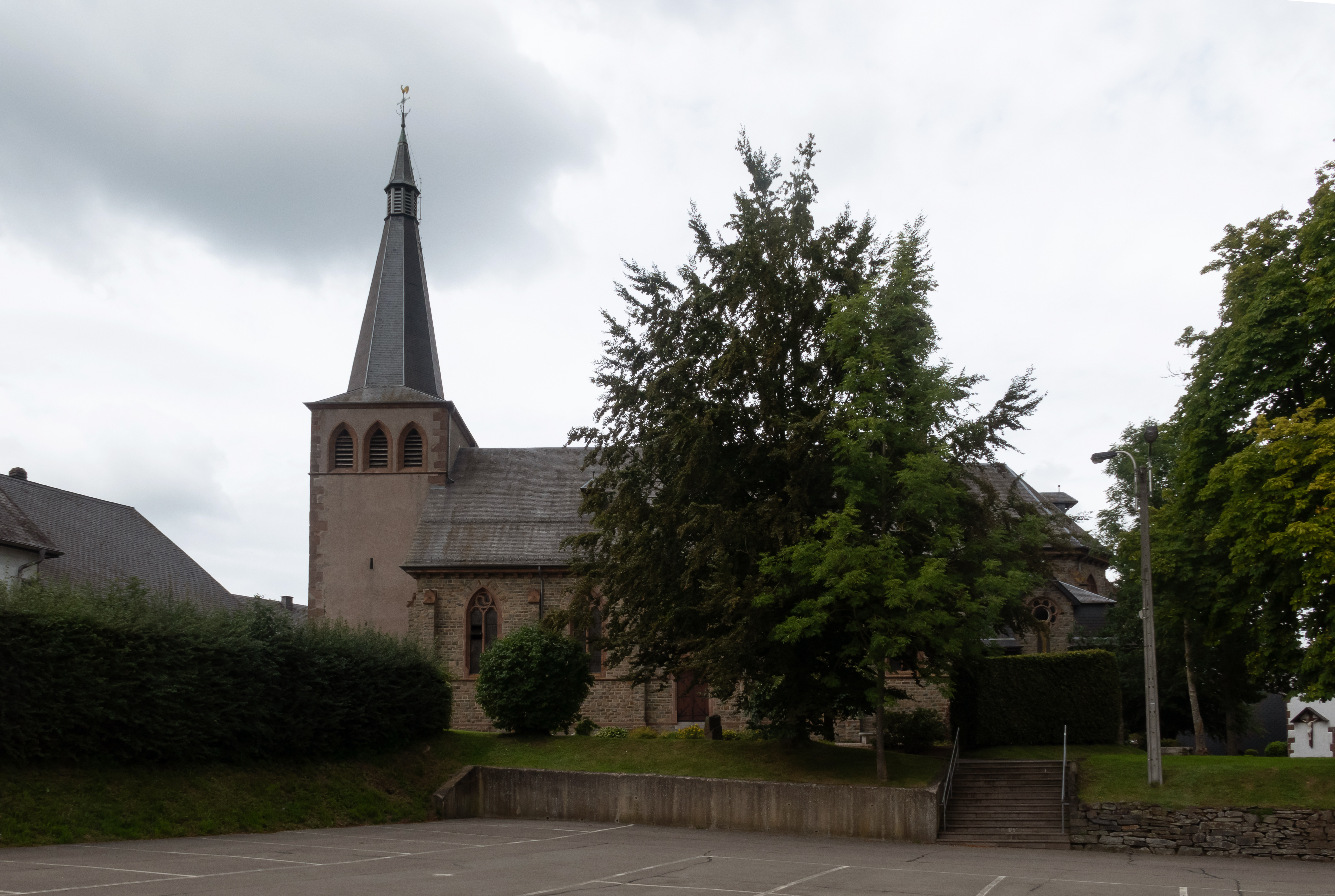
Amblève, l'église: Kirche Sankt Hubertus.

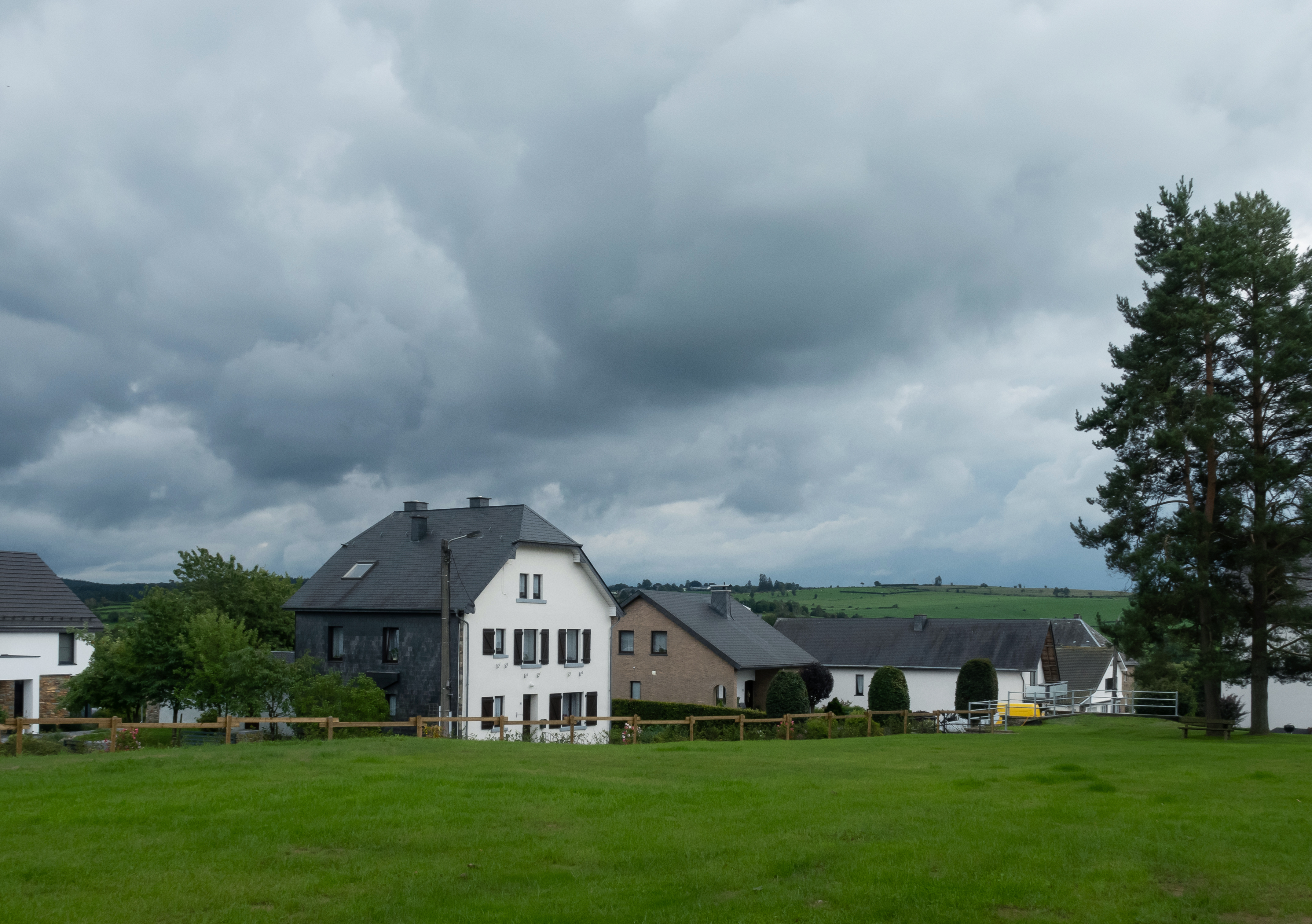
Ambléve, vue sur la rue (Kircheweg) depuis la place près l'église.

Amblève (en allemand Amel et en wallon Ambleve) est une commune et une localité belges situées dans la province de Liège, en Région wallonne.
La commune fait partie de la Communauté germanophone de Belgique et constitue de ce fait l'une des neuf communes de langue allemande de Belgique. Il s'agit d'une commune à facilités linguistiques pour les francophones.

## Géographie

### Sections de commune
| # | Nom        | Superf. (km²) | Habitants (2020) | Habitants par km² | Code INS |
| - | ---------- | ------------- | ---------------- | ----------------- | -------- |
| 1 | Amblève    | 37,23         | 2.563            | 69                | 63001A   |
| 2 | Heppenbach | 33,56         | 1.191            | 35                | 63001B   |
| 3 | Meyerode   | 42,28         | 1.151            | 27                | 63001C   |

### Autres localités et lieux-dits
Born, Deidenberg, Eibertingen, Halenfeld, Hepscheid, Herresbach, Iveldingen, Medell, Mirfeld, Möderscheid, Montenau, Schoppen, Valender, Wallerode, Wereth.

### Communes limitrophes
| Malmedy | - Waimes - Butgenbach |          |
|         | Amblève               | Bullange |
|         | Saint-Vith            |          |

### Cours d'eau
L'Amblève, une rivière affluent de l'Ourthe, traverse la commune.

## Démographie

### Démographie: Avant la fusion des communes
- Source: DGS recensements population

### Démographie: Commune fusionnée
En tenant compte des anciennes communes entraînées dans la fusion de communes de 1977, on peut dresser l'évolution suivante :
Les chiffres des années 1831 à 1970 tiennent compte des chiffres des anciennes communes fusionnées.
- Source: DGS , de 1831 à 1981=recensements population; à partir de 1990 = nombre d'habitants chaque 1 janvier[2]

## Histoire
En 716, Charles Martel bat les Neustriens durant la bataille de l'Amblève (716).
Amblève fait partie des communes des cantons de l'Est autrefois allemands qui furent offerts à la Belgique par le Traité de Versailles en 1919 en compensation des pertes subies lors de la Première Guerre mondiale.
Durant la Seconde Guerre mondiale, lors de la bataille des Ardennes, le mardi 16 décembre 1944, la 1re division SS Leibstandarte SS Adolf Hitler, commandée par le général Joachim Peiper, reprend la commune à l'armée américaine, des éléments de la 3e division blindée (États-Unis). Ils se retirent le 24 décembre 1944.
Lors de la fusion des communes de Belgique, en 1977, l'ancienne commune d'Amblève fusionna avec Meyerode et Heppenbach et leurs hameaux pour prendre sa forme actuelle.

## Héraldique
|  | La commune possède des armoiries qui lui ont été octroyées le 14 octobre 1938 (1) et à nouveau le 13 octobre 1982 (2). Historiquement les terres appartenaient au Duché de Luxembourg, d'où le lion de Luxembourg dans la moitié droite des armoiries. La moitié gauche symbolise la rivière Amblève ainsi appelée après le village. Blasonnement : Parti : à dextre, burelé d'argent et d'azur de dix pièces au lion de gueules armé, lampassé et couronné d'or, à la queue fourchue et passée en sautoir, brochant sur le tout : à senestre, d'azur à la fasce ondée d'argent. - Délibération communale : 1 : - 2 : 3 mars 1980 - Arrêté de l'exécutif de la communauté : 1 : 14 octobre 1938 - 2 : 13 octobre 1982 - Moniteur belge : 1 : - 2 : - Source du blasonnement : Heraldy of the World. |

## Politique et administration

### Liste des bourgmestres depuis 1800
- Klaus Schumacher, de 2007 à 2018, Gemeinde Interessen (GI).
- Erik Wiesemes, de 2018 à aujourd'hui, Gemeinde Interessen (GI).

### Sécurité et secours
En ce qui concerne les services de police, la commune dépend de la zone de police Eifel. Quant au service des pompiers, elle dépend de la zone de secours Liège 6.

## Économie

### Transports
La commune est notamment desservie par la ligne de bus 394.